# (30935) Davasobel
(30935) Davasobel (1994 AK1) – planetoida z grupy pasa głównego asteroid okrążająca Słońce w ciągu 2,63 lat w średniej odległości 1,9 j.a. Odkryta 8 stycznia 1994 roku.